# 文筆駅
文筆駅（ムンピルえき）は朝鮮民主主義人民共和国咸鏡南道水洞郡に位置する朝鮮民主主義人民共和国鉄道省平羅線の駅である。

## 歴史
- 1941年4月1日：泉城駅として開業[1]。
- 1990年2月：文筆駅に改称。